# Timoléon de Cossé
Pour les autres membres de la famille, voir Maison de Cossé-Brissac.
Pour les articles homonymes, voir Cossé et Brissac.
Timoléon de Cossé, comte de Brissac, est un militaire français, fils du maréchal Charles Ier de Cossé-Brissac, né en 1543 et mort le 28 avril 1569. Il a combattu dans les guerres de Religion. 

## Biographie

### Les guerres de Religion
Il fut élevé enfant d'honneur auprès de Charles IX qui, parvenu à la couronne, le fit, en 1560, gentilhomme ordinaire de sa chambre, et lui donna, en 1561, la charge de colonel général de l'infanterie française de là les monts. Il fit ses premières armes en 1562, au siège de Rouen, où Antoine de Bourbon trouva la mort, et servit, la même année, à la défense de Paris ; il joignit ensuite l'armée du Lyonnais, commandée par le duc de Nemours, où il servit comme colonel de l'infanterie, à la tête des bandes de Piémont. Au siège de Lyon, en mars 1563, le comte de Brissac, ayant attaqué sans succès le faubourg Saint-Just, arrêta les ennemis par sa fermeté, et se retira toujours en combattant. La paix fut signée le 13 du même mois.
Charles IX créa Brissac chevalier de son ordre, capitaine de cinquante hommes d'armes, lui donna la charge de grand fauconnier de France, vacante par la mort de son père, le gouvernement de la ville et du château d'Angers, et la charge de premier panetier, en survivance du maréchal de Cossé, son oncle.

### Le siège de Malte
Les Turcs faisaient le siège de Malte en mars 1565 ; une nombreuse noblesse résolut de secourir cette place ; Brissac fut de cette expédition. L'arrivée de ce secours étonna les Turcs qui levèrent le siège ; mais, bientôt, instruits du petit nombre d'hommes dont ce renfort était composé, ils descendirent de nouveau dans l'île. Brissac décida les troupes chrétiennes à sortir de leurs retranchements. Elles poussèrent jusque dans leurs vaisseaux les Turcs, qui abandonnèrent leur entreprise, après avoir perdu 30 000 hommes. Brissac revint en France.

### Derniers combats
En 1567, la guerre recommença ; on rangea toute l'infanterie française en six régiments, dont trois étaient sous les ordres du colonel général de là les monts, et trois sous ceux de Brissac, colonel général de là les monts. Il servit à la tête de ses trois régiments à la bataille de Saint-Denis, au combat de Sarry, près de Châlons. Le 18 juillet 1568, à la Bataille de Saint-Valery, il mit en échec les troupes huguenotes de Cocqueville. Il prit part ensuite à la bataille de Jarnac, en 1569, et au siège de Mussidan, en Périgord, où il est tué le 28 avril 1569, à 26 ans.

## Source
« Timoléon de Cossé », dans Louis-Gabriel Michaud, Biographie universelle ancienne et moderne : histoire par ordre alphabétique de la vie publique et privée de tous les hommes avec la collaboration de plus de 300 savants et littérateurs français ou étrangers, 2e édition, 1843-1865 [détail de l’édition]